# 크리스틴 바워 밴 스트레이튼
크리스틴 바우어 밴 스트래튼(Kristin Bauer van Straten, 1966년 11월 26일 ~ )는 미국의 배우이다.